# CFR-Baureihe DE 241
Unter der Bezeichnung DE 241.001/002 führte die rumänische Staatsbahn CFR eine dieselelektrische Doppellokomotive, die ab 1937 ihren Dienst auf der Verbindung zwischen Bukarest (București) und Kronstadt (Brașov) versah. Mit einer Leistung von 4.400 PS (3.236 kW) war sie zum Zeitpunkt ihrer Indienststellung die stärkste Diesellokomotive der Welt.

## Einsatz

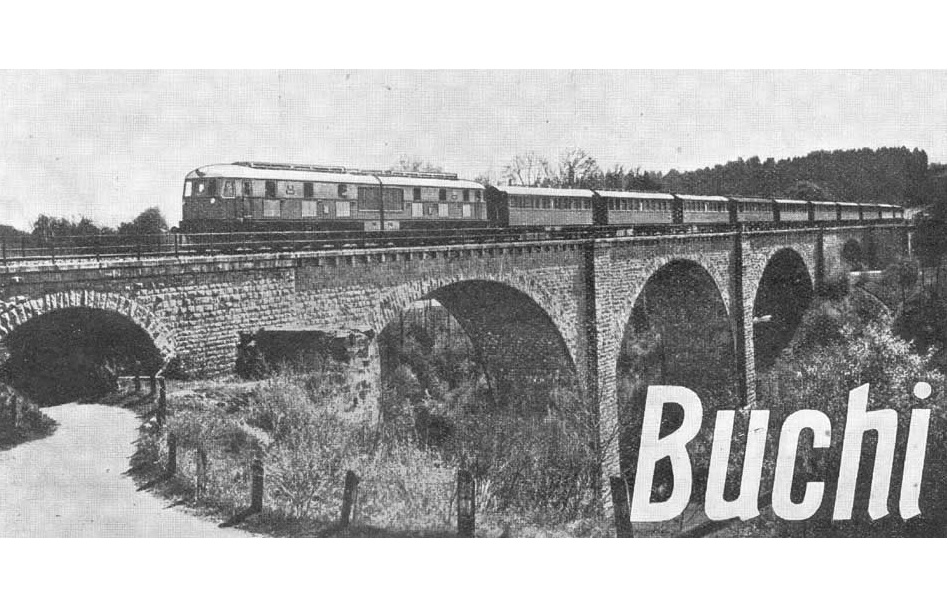
Die Lokomotive auf einem Werbeplakat von Büchi

Die Bahnstrecke Ploiești–Brașov stellt mit ihrem Abschnitt über den Predealpass den kürzesten Schienenweg zwischen Mitteleuropa und der rumänischen Hauptstadt Bukarest dar. Die Verbindung ist allerdings durch starke Steigungen mit bis zu 25 Promille geprägt. Dazu kommt noch, dass ca. 2/3 der Steigungsstrecken in Bögen mit bis zu 275 m minimalem Kurvenradius liegen. Unter diesen Verhältnissen sollten Schnellzüge mit einer Masse von 600 t mit einer Geschwindigkeit von 50 km/h befördert werden. Auf Steigungen von 3 o/oo sollte die Lokomotive noch dieselbe Masse mit 100 km/h befördern können. Den steigenden Verkehrsleistungen konnten die bisher verwendeten Lokomotiven der CFR nicht mehr nachkommen; Schnell- und Güterzüge wurden in Zeiten des größten Verkehrsaufkommens von bis zu vier Lokomotiven befördert. Zunächst beabsichtigte die CFR die Elektrifizierung der Strecke. Da die Kosten jedoch zu hoch erschienen, wurde die Verdieselung beschlossen. Letzteres Vorhaben erschien durch die in Rumänien vorhandenen Erdölvorkommen leichter umzusetzen.
1936 gab die CFR bei der Sulzer AG in Winterthur eine Probelokomotive für den Schnellzugdienst in Auftrag. Die elektrische Ausrüstung lieferte BBC in Baden, der Fahrzeugteil sollte von Henschel in Kassel kommen. Für die Leistungsvorgaben wurde eine Leistung von 4.400 PS bei acht Treibachsen errechnet. Das führte zu einer Aufteilung der Lokomotive in zwei gleichartige Hälften. Dadurch sollte ein späterer Austausch mit Nachfolgelokomotiven vereinfacht werden. Beide Hälften erhielten von der CFR eine eigene Lokomotivnummer.
Vor ihrer Auslieferung nach Rumänien wurden mit der Lokomotive mehrere Tage auf der Bahnstrecke Winterthur–St. Gallen Probefahrten vor Publikum unternommen. Ab November 1937 erfolgte der Einsatz zwischen Bukarest und Brașov.
Die Lokomotive versah mehrere Jahrzehnte ihren Dienst bei der CFR. Letzten Endes wurde nach 1960 die Bahnstrecke Ploiești–Brașov elektrifiziert, und den Dienst über den Predealpass übernahm die Reihe 060 EA. Wie auch bei einigen Elektrolokomotiven der SBB zeigte sich auf Dauer, dass solche Riesenlokomotiven in Gesamtheit etwas unökonomisch waren, was auf nichtelektrifizierten Strecken zur Entwicklung der CFR-Baureihe 060 DA und Verwendung dieser Lokomotive im Bedarfsfall in Mehrfachtraktion führte. Nach ihrer Ausmusterung wurde die Maschine im Depot Bukarest-Nord abgestellt. Sie ist dort bis heute als Museumsstück erhalten geblieben.

## Technik
Jede Lokhälfte hat vier fest im Hauptrahmen gelagerte Treibachsen, ein Vorlaufdrehgestell sowie eine Lenkachse. Die Treibachsen haben keine seitliche Verschiebung. Um ein zwangloses Durchfahren der kleinsten Streckenkrümmungen von 275 Metern zu gewährleisten, sind die Spurkränze der jeweils mittleren Treibachsen um 15 Millimeter geschwächt. Jede Treibachse wird von einem eigenen Motor angetrieben. Die Motorleistung überträgt ein Hohlwellenantrieb.
Der Drehgestellrahmen ist komplett elektrisch geschweißt. Für einen ruhigen Lauf in der Geraden wurden die Drehgestelle mit einer Dämpfungsvorrichtung versehen. Infolge des Hohlwellenantriebs musste für die radial einstellbare Laufachse eine Sonderbauart gewählt werden. Die Konstruktion entsprach der der E 05 der Deutschen Reichsbahn. Der Hauptrahmen ist geschweißt. Die Hauptrahmenbleche sind 26 Millimeter stark, die der Querverbindungen zehn bis 15 Millimeter. Der gesamte Rahmen wiegt 11,2 Tonnen.
Die je vier Fahrmotoren einer Lokhälfte sind starr an den Hauptrahmenquerträgern befestigt. Durch Zwischenlagen kann der Spielraum zwischen den Treibachswellen und den Hohlwellen eingestellt werden. Das Fahrzeugdach ist für den Ausbau der Motoren abnehmbar konstruiert worden.
Das Fahrzeug wurde mit einer Westinghouse-Druckluftbremse versehen. Die erforderliche Druckluft wird in jeder Lokhälfte in einer zweistufigen Motorpumpe erzeugt und über zwei Kühlsysteme dem 400-Liter-Hauptbehälter zugeführt. Von dort aus wird die Druckluft zu den Bremsventilen im Führerstand und weiter zu den Verbrauchsstellen geleitet. Die Hauptluftbehälter beider Hälften sind durch Leitungen miteinander verbunden.
Die Lokhälften haben je einen Führer-, Generator-, Maschinen- und Kühlerraum. Zwischen beiden besteht eine Übergangsbrücke als Verbindung, die mit einem Faltenbalg abgedeckt ist. Im Führerstand sind je eine Tür links und rechts als Zustieg angebracht. Zusätzlich sind im Führerstand die Batterien, zwei Luftbehälter, die Sandstreueinrichtung, die Signalpfeife sowie diverse andere Hilfsapparate untergebracht. Der Raum ist mit Holz verkleidet. Im Fußboden ist zusätzlich eine Fußwärmplatte für den Lokführer eingebaut. Die Front der Fahrzeuge ist dreigeteilt. Die mittige und die rechte Frontscheibe sind aus Sekuritglas hergestellt. Über der mittigen Frontscheibe ist ein Scheinwerfer angebracht, unterhalb der beiden seitlichen Scheiben sind zusätzliche Signallampen angeordnet.
Im Generatorraum sind die Brennstoffbehälter, die elektrischen Apparaturen, die Motorluftpumpe sowie ein Gerüst für die Vorschaltwiderstände untergebracht.
Angetrieben wurde die Doppellokomotive von zwei Zwölf-Zylinder-Dieselmotoren mit einer Leistung von je 2.200 PS (1.620 kW) bei einer Drehzahl von 700/min, bei 620/min leistete ein Motor 1.900 PS. Die Motoren arbeiten nach dem Viertaktverfahren mit direkter Brennstoffeinspritzung. Man kann sich diesen Motor vom Aufbau her etwa als zwei nebeneinander stehende Motoren analog der ČSD-Baureihe T 478.1 vorstellen. Die Zylinderdurchmesser von 310 mm bei einem Kolbenhub von 390 mm und die maximale Drehzahl von 700/min zeigen dies. Dabei hatte jede Motorseite eine eigene Kraftstoffpumpe. Diese beiden Motorseiten wirkten auf eine gemeinsame Abgangswelle, an die der Hauptgenerator angeschlossen war. Jede Motorseite hatte auch eine eigene Nockenwelle, über Rollenstößel, Stoßstangen und Kipphebel wurden die Ein- und Auslassventile gesteuert, außerdem auch die Dieseleinspritzpumpe. Die Aufladung des Dieselmotors übernahmen je zwei Aufladegebläse, die von BBC hergestellt wurden und nach dem System von Alfred Büchi arbeiteten (Turbolader). Sie wirkten auf beide Zylinderseiten auf die jeweils von vorn und hinten näher liegenden drei Zylinder. Zusammen mit dem Hauptgenerator war der Motor auf einem gemeinsamen Maschinenrahmen angeordnet, der sich in sechs Punkten starr auf den Hauptrahmen der Lokomotive stützte. Der Hauptgenerator, der die Fahrmotoren speist wurde über ein Zahnradgetriebe angetrieben.
Gesteuert wurde mit einer BBC Servofeldregelung. Der Dieselmotor wurde in vier Drehzahlbereichen betrieben, die acht Stellungen des Fahrschalters ermöglichten je Drehzahlbereich zwei verschiedene Leistungsstufen der elektrischen Steuerung. Interessant ist, dass die Lokomotive auch mit einem Beimann betrieben wurde. Dafür war am Bedientisch des Führerstandes extra eine Rufanlage vorhanden.
Um einen späteren Austausch von Einheiten zu ermöglichen, wurden beide Lokhälften gleich aufgebaut. Da die Auslieferung weiterer Lokomotiven nicht zustande kam, wurde dieser konstruktive Nutzen nie umgesetzt.